# Vadász-patak
A Vadász-pataka Cserehátban ered, Irota északkeleti határában, Borsod-Abaúj-Zemplén vármegyében. Forrásától kezdve a Vadász-patak délnyugati, majd déli irányban folyik Szakácsi keleti szélén. Ezután Lak keleti része mellett elhaladva jobb oldali mellékvize a Laki-patak (5,5 km; 14,4 km2). Ezután Tomor keleti szélét érinti, majd tovább folytatja útját Homrogd felé.
Két másik ága a Kupai-Vadász-patak Kupán, míg a Selyebi-Vadász-patak Selyeben ered. A selyebi ág elhalad még Monaj település nyugati határában, majd Homrogdtól északra jobbról beletorkollik a Kupai-Vadász-patak. Homrogd északnyugati részén a Selyebi-Vadász-patak a Vadász-patakba torkollik, annak bal oldali mellékvize.
A Vadász-patakot Homrogdtól délnyugatra a Kereszt-patak éri el, majd Alsóvadász irányába halad tovább. Ezt követően Szikszó városán keresztülhalad, majd Ócsanálosnál nyugat felől a Hernád folyóba torkollik. Szikszó területén a patak medrét megtisztították és a patak gátját megerősítették, többek közt 1430 méter hosszan egy vasbeton gát kiépítésével 2011 során.

## Élővilága

### Faunája
A patakban él: a Haliploidea öregcsaládba tartozó, ezen belül is a víztaposóbogár-félék családba tartozó Haliplus fluviatilis (Selyebi-Vadász-patak), Haliplus heydeni Selyebi-Vadász-patak), Haliplus immaculatus (Selyebi-Vadász-patak), Haliplus lineatocollis (Selyebi-Vadász-patak), Peltodytes caesus (Selyebi-Vadász-patak), a csiborfélék nemzetségbe tartozó, Anacaena globulus (Selyebi-Vadász-patak és Vadász-patak), Anacaena limbata (Selyebi-Vadász-patak és Vadász-patak),  Anacaena lutescens (Selyebi-Vadász-patak), Laccobius bipunctatus (Selyebi-Vadász-patak és Vadász-patak), Laccobius striatulus (Selyebi-Vadász-patak), Enochrus affinis (Selyebi-Vadász-patak), Enochrus coarctatus, Hydrochara flavipes (Selyebi-Vadász-patak), Hydrophilus aterrimus (Selyebi-Vadász-patak), Enochrus quadripunctatus (Selyebi-Vadász-patak), Helochares obscurus (Selyebi-Vadász-patak), Cymbiodyta marginella (Selyebi-Vadász-patak), valamint közönséges keringőbogár (Gyrinus substriatus) Selyebi-Vadász-patak), Orectochilus villosus  (Vadász-patak), továbbá Hydrobius fuscipes (Selyebi-Vadász-patak). Ezen kívül él még a patakban Scarodytes halensis(Selyebi-Vadász-patak),  Suphrodytes dorsalis (Selyebi-Vadász-patak), Agabus bipustulatus (Selyebi-Vadász-patak), Agabus chalchonatus (Selyebi-Vadász-patak), Agabus fuscipennis (Selyebi-Vadász-patak),  Agabus paludosus (Selyebi-Vadász-patak), Ilybius fuliginosus (Selyebi-Vadász-patak), Ilybius quadriguttatus, fényes orsócsíkbogár (Ilybius subaeneus) (Selyebi-Vadász-patak), tarka csíkbogár (Platambus maculatus), recéshátú csíkbogár (Colymbetes fuscus), Laccophilus hyalinus (Selyebi-Vadász-patak), Laccophilus minutus (Selyebi-Vadász-patak), Hydroporus discretus discretus(Selyebi-Vadász-patak), Hydroporus fuscipennis (Selyebi-Vadász-patak), Hydroporus memnonius, Hydroporus palustris (Selyebi-Vadász-patak), Hydroporus planus (Selyebi-Vadász-patak és Vadász-patak), Hydrochus elongatus (Selyebi-Vadász-patak) és Hydrochus flavipennis (Selyebi-Vadász-patak).

## Part menti települések
- Irota
- Szakácsi
- Lak
- Tomor
- Homrogd
- Alsóvadász
- Szikszó
- Ócsanálos